# Дхурджати

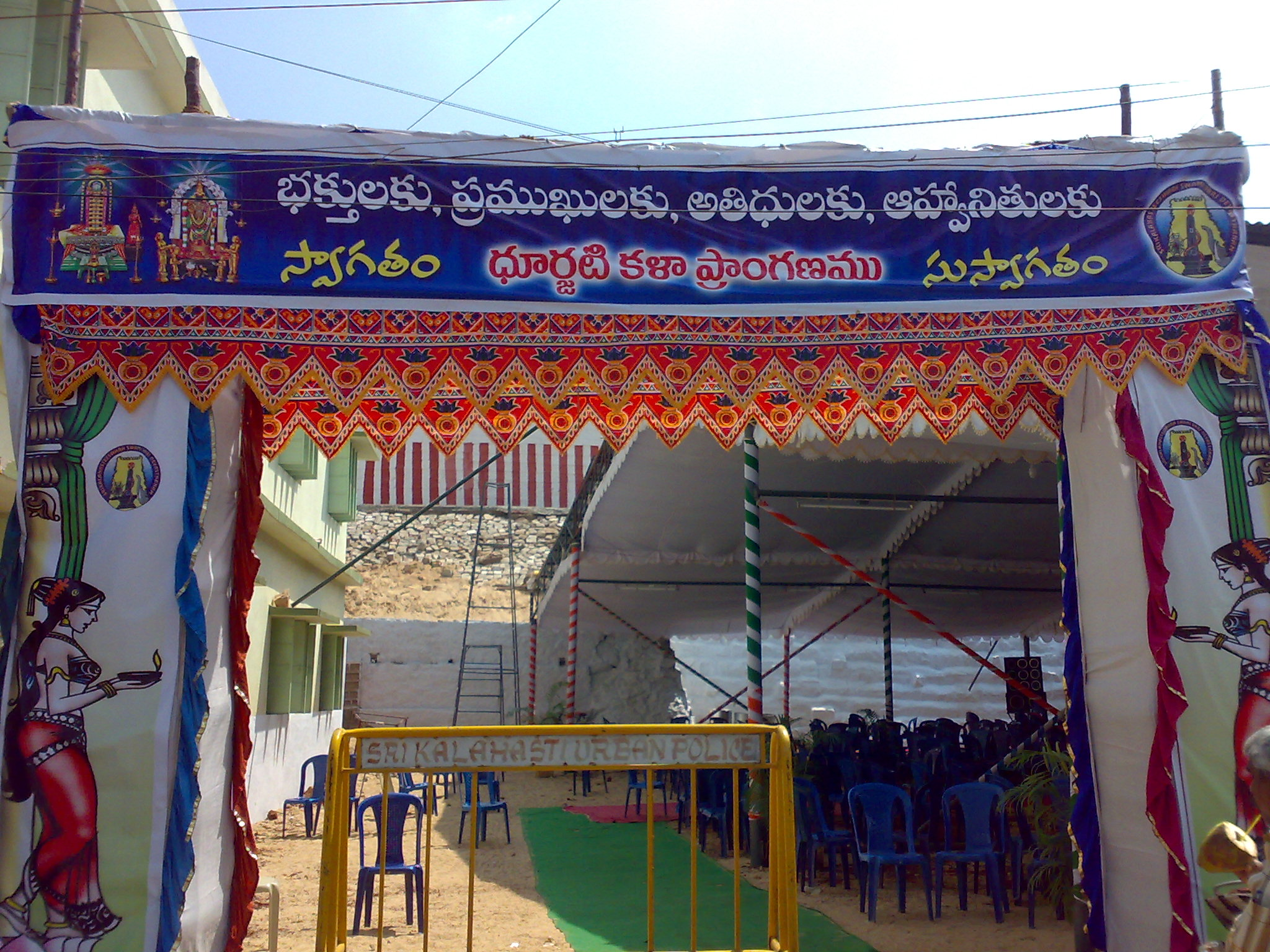
Дхурджати Калапрамганам в Шрикалахасти в индийском штате Андхрапрадеш

Дхурджати (телугу ధూర్జటి; ок. XV - XVI веков) — индийский поэт. Творил в первой половины XVI века. Писал на языке телугу.
Родился в Калахасти.
Дхурджати был одним из придворных поэтов Кришнадевараи. Его деятельность относится к периоду расцвета классической поэзии телугу в Виджаянагарской империи. Остался в истории литературы как один из восьми лучших поэтов той эпохи.
При имперском дворе было восемь известных учёных, считающихся столпами (Аштадиггаджас) литературного собрания. В числе поэтов были Нанди Тиммана (Мукку Тиммана), Айялараджу Рамабхадра, Мадайягари Маллана, Бхатту Мурти (Рамараджа Бхушана), Пингали Сурана и Дхурджати. Был там одним из аштадиггаджас (в переводе «Восемь могучих слонов»). Это был век Шринатхи, величайшего из всех поэтов на телугу того времени.
Приверженец шиваизма (одного из направлений индуизма), Дхурджати оставил поэму «Величие Калахасти» («Калахасти махатмияму»), проповедующую любовь к божеству, и сочинение в жанре сатака (стостишье) «Стостишье в честь Калахасти» («Калахастишвара сатакаму»).
Как и другие современники того периода, брал темы из Пуран, добавляя в свои работы местные истории и мифы.
Правитель Кришнадеварайя Тулува, покровитель искусств и литературы, хвалил его.